# Арчизате
Арчиза̀те (на италиански: Arcisate; на ломбардски: Arcisàa, Арчизаа) е град и община в Северна Италия, провинция Варезе, регион Ломбардия. Разположен е на 372 m надморска височина. Населението на общината е 9955 души (към 2017 г.).